# Iakovlev Iak-9
Iakovlev Iak-9 (în rusă Яковлев Як-9) a fost un avion vânătoare monomotor fabricat și folosit de Uniunea Sovietică în cel de-al Doilea Război Mondial și în perioada imediat următoare.
Fundamental acest avion a fost o variantă mai ușoară a avionului de vânătoare Iak-7, fiind dotat cu același armament. Avionul a sosit pe front la sfârșitul anului 1942, structura mai ușoară ca la predecesorii săi îi conferea o flexibilitate mai mare. Piloții care au zburat cu acest model îl comparau cu Messerschmitt Bf 109G sau cu Focke-Wulf Fw 190A-3/A-4 considerându-l echivalent, sau chiar mai bun decât acestea.
Iak-9 a fost avionul de vânătoare sovietic produs în cea mai mare cantitate în toate timpurile. A rămas în producție din  1942 până în 1948, într-o cantitate de 16.769 bucăți (din care 14.579 în timpul războiului).
De asemenea, cu acest tip a fost doborât primul avion de vânătoare cu reacție  Messerschmitt Me 262. 
A fost folosit de asemenea și în Războiul din Coreea de nord-coreeni.

## Specificații

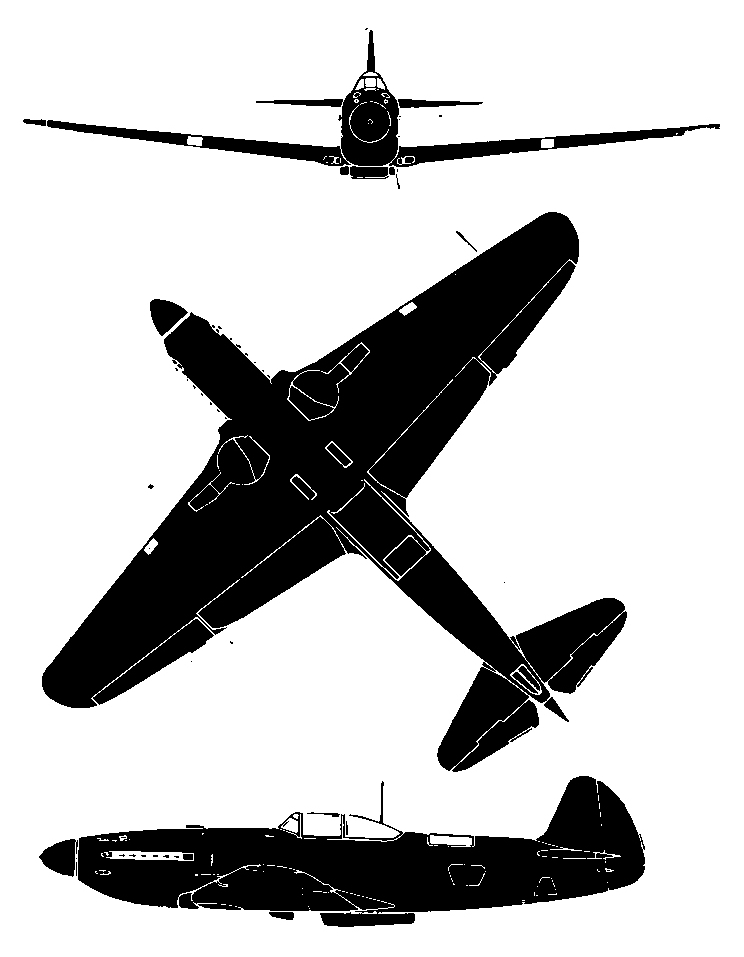
Iak-9P

## Date tehnice
Caracteristici generale
- Echipaj: 1
- Lungime: 8,55 m
- Anvergură: 9,74 m
- Înălțime: 3,00m
- Suprafața aripilor: 17,2 m2
- Greutate goală: 2.350 kg
- Greutate încărcată: 3.000 kg
- Motor: 1 x motor cu piston Klimov M-105 V-12, răcire cu lichid de 880 kW (1.180 CP)

Performanțe
- Viteza maximă: 591 km/h
- Raza de acțiune: 1.360 km
- Plafon practic de zbor: 9.100 m
- Viteza de urcare: 13,7 m/s
- Sarcină unitară pe aripă: 181 kg/m2
- Putere/masă: 0,28 kW/kg

Armament
- 1x tun ShVAK de 20 mm cu 120 lovituri
- 1 x mitralieră Beresin UB de 12,7 mm cu 200 cartușe

## Operatori
- Albania
- Bulgaria
- China
- Franța
- Ungaria
- Mongolia
- Coreea de Nord
- Polonia
- Uniunea Sovietică
- Iugoslavia